# Самі Трабелсі
Самі Трабелсі (фр. Sami Trabelsi, араб. سامي الطرابلسي, нар. 4 лютого 1968, Сфакс) — туніський футболіст, що грав на позиції захисника. По завершенні ігрової кар'єри — футбольний тренер. Наразі очолює тренерський штаб збірної Тунісу.
Виступав, зокрема, за клуби «Сфакс Рейлвейз» та «Сфаксьєн», а також національну збірну Тунісу.

## Клубна кар'єра
У дорослому футболі дебютував 1986 року виступами за команду клубу «Сфакс Рейлвейз», в якій провів сім сезонів, взявши участь у 187 матчах чемпіонату. Більшість часу, проведеного у складі «Сфакс Рейлвейз», був основним гравцем захисту команди.
Своєю грою за цю команду привернув увагу представників тренерського штабу клубу «Сфаксьєн», до складу якого приєднався 1993 року. Відіграв за сфакську команду наступні сім сезонів своєї ігрової кар'єри. Граючи у складі «Сфаксьєна» також здебільшого виходив на поле в основному складі команди.
Протягом 2000—2001 років захищав кольори команди клубу «Ар-Райян».
Завершив професійну ігрову кар'єру у клубі «Сфаксьєн», у складі якого вже виступав раніше. Прийшов до команди 2001 року, захищав її кольори до припинення виступів на професійному рівні у 2002 році.

## Виступи за збірну
У 1994 році дебютував в офіційних матчах у складі національної збірної Тунісу. Протягом кар'єри у національній команді, яка тривала 8 років, провів у формі головної команди країни 52 матчі.
У складі збірної був учасником Кубка африканських націй 1996 року у ПАР, де разом з командою здобув «срібло», чемпіонату світу 1998 року у Франції, Кубка африканських націй 1998 року у Буркіна Фасо, а також Кубка африканських націй 2000 року у Гані та Нігерії.

## Кар'єра тренера
Розпочав тренерську кар'єру, повернувшись до футболу після невеликої перерви, 2011 року, очоливши тренерський штаб національної збірної Тунісу. Керував діями національної команди на розіграшах Кубка африканських націй 2012 року в Габоні та Екваторіальній Гвінеї, а також Кубка африканських націй 2013 року в ПАР.
2013 року очолив тренерський штаб катарського «Ас-Сайлія».

## Титули і досягнення

### Гравець
- Срібний призер Кубка африканських націй: 1996

### Тренер
- Володар Кубка зірок Катару (2):

«Ас-Сайлія»: 2020-21, 2021-22
Збірні
- Переможець Чемпіонату африканських націй: 2011